# Atol Ngulu
Ngulu és un atol de corall format per nou illes situat a l'oest de les illes Carolines, a l'oceà Pacífic. Administrativament és un municipi de l'estat de Yap, als Estats Federats de Micronèsia. És l'atol més occidental dels Estats Federats de Micronèsia. Es troba a la mateixa zona de subducció que les illes Yap, on es troben la placa filipina i la placa del Pacífic.
La superfície total emergida dels cinc illots perennes és de tan sols 0,3 km². La seva altitud màxima és de quatre a cinc metres. L'atol s'estén sobre 36 km de llargada per 22 d'amplada en forma de setze segments d'esculls. Aquests envolten una llacuna interior de 438 km². El clima és equatorial, càlid, moderadament humit i plujós durant tot l'any. L'atol es veu regularment afectat per ciclons. Té una flora i una fauna terrestres poc diversificades, però una rica fauna escullera i marítima protegida per una zona de gestió marina de 112 km² (aproximadament el 70 % de la llacuna).
L'arqueologia situa els primers humans a Ngulu vers l'any 300. Els objectes descoberts il·lustren intercanvis amb les illes Yap. Entre el 800 i el 1400 la ceràmica i les eines indiquen contactes amb Palau, les Illes Salomó i les Illes Marshall. El primer albirament enregistrat de l'atol Ngulu pels europeus va tenir lloc el 23 de gener de 1565 pel navegant espanyol Alonso de Arellano a bord del patatxo San Lucas. El 1802 va ser explorat per l'oficial naval espanyol Don Juan Lafita. Com la resta de les illes Caroline, Espanya va vendre la sobirania a l'Imperi Alemany el 1899. L'illa va quedar sota el control de l'Imperi Japonès al començament de la Primera Guerra Mundial i posteriorment va ser administrada sota el Mandat del Pacífic Sud. Després de la Segona Guerra Mundial va quedar sota el control dels Estats Units i va ser administrada com a part del Territori en Fideïcomís de les Illes del Pacífic a partir del 1947. El 1979 va passar a formar part dels Estats Federats de Micronèsia.
La població de Ngulu sempre ha estat reduïda. Parla un idioma pertanyent a la subfamília chuukica de les llengües micronèsies. L'alimentació es basa en la pesca i l'agricultura de subsistència.